# ソフトブレーン・サービス
ソフトブレーン・サービス株式会社はソフトブレーン株式会社の子会社で、東京都千代田区神田の日本企業。営業コンサルティングや研修サービスなどを行う企業である。

## 概要
宋文洲が1992年に札幌市内で設立した営業支援企業ソフトブレーン株式会社から、2004年に教育部門として独立。
科学的組織営業を導入することによって営業成果の向上と就業環境の向上を目的としている。
営業コンサルティング事業の他に、ビジネススクール運営事業、研修・セミナー事業、実行継続支援企業、アセスメント開発・販売を行っている。
科学的組織営業を実践するための「プロセスマネジメント大学」を設立・運営しており、毎年12月には科学的組織営業を導入し成果を上げた企業を表彰する「プロセスマネジメントアワード」を開催している。
また営業を科学的に実践するだけでなく、東京大学・筑波大学大学院との共同研究も行っている。

## 事業内容
- 営業コンサルティング事業
- ビジネススクール運営事業
- 研修・セミナー事業
- 実行継続支援事業
- アセスメント開発・販売

## メディア取材
- 『UP！「売る力」科学的お仕事のススメ』　2018年4月28日 BSフジ
- 『UP！「売る力」科学で営業が変わる』　2019年3月2日 BSフジ

## グループ企業
- ソフトブレーン株式会社
- ソフトブレーン・フィールド株式会社
- ソフトブレーン・インテグレーション株式会社
- ソフトブレーン・オフショア株式会社
- 株式会社ダイヤモンド・ビジネス企画